# Mansour Al-Saleem
Mansour Abdulrahim Al-Saleem, né le 16 mars 1988, est un haltérophile saoudien.

## Biographie
Mansour Abdulrahim Al-Saleem naît le 16 mars 1988.
Il remporte une médaille de bronze aux championnats du monde d'haltérophilie 2019 dans la catégorie des moins des 55 kg.